# هوای دختر را داشته باش
هوای دختر را داشته باش (به انگلیسی: Hold the Girl) دومین آلبوم استودیویی از خوانندهٔ ژاپنی-بریتانیایی رینا ساوایاما می‌باشد که در ۱۶ سپتامبر سال ۲۰۲۲ از سوی درتی هیت منتشر گردید. این آلبوم که در فاصلهٔ سال‌های ۲۰۲۰ تا ۲۰۲۱ ضبط شده، با تهیه‌کنندگی جمعی از همکاران از جمله پل اپورث، کلارنس کلریتی، استوارت پرایس، مارکوس اندرسون همراه است. کلریتی همچنین بخش عمده‌ای از آلبوم نخست ساوایاما با عنوان ساوایاما (۲۰۲۲) را تهیه کرده بود.